# Cithaeron praedonius
Espèce
Synonymes
- Tephlea agelenoides Simon, 1878
- Tephlea limbata Simon, 1885
- Tephlea semilimbata Simon, 1890
- Cythaeron pallidus Denis, 1953

Cithaeron praedonius est une espèce d'araignées aranéomorphes de la famille des Cithaeronidae.

## Distribution
Cette espèce se rencontre en Grèce, en Turquie, à Chypre, en Libye, en Égypte, en Érythrée, en Israël en Arabie saoudite, au Yémen, en Iran, au Turkménistan, en Inde, en Malaisie et à Singapour,.
Elle a été introduite en Australie, aux États-Unis, au Mexique, au Honduras, au Panama, aux Bahamas, à Cuba et au Brésil,.

## Description

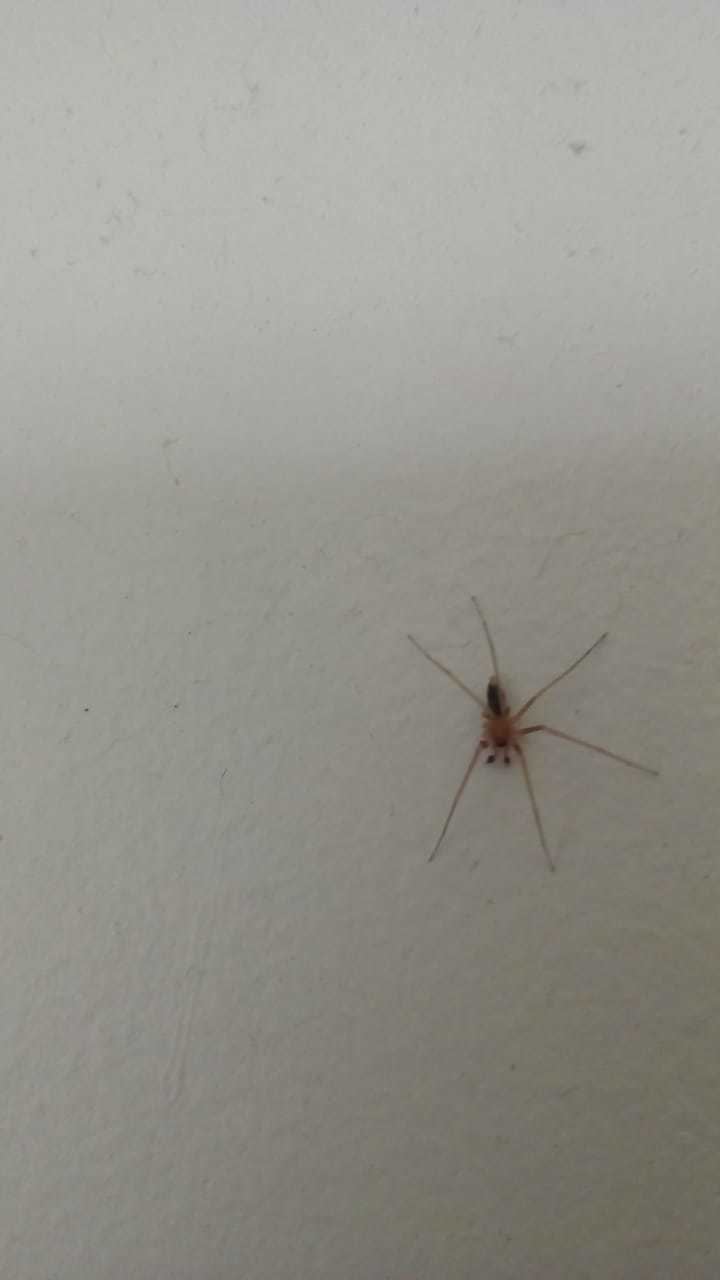
Cithaeron praedonius

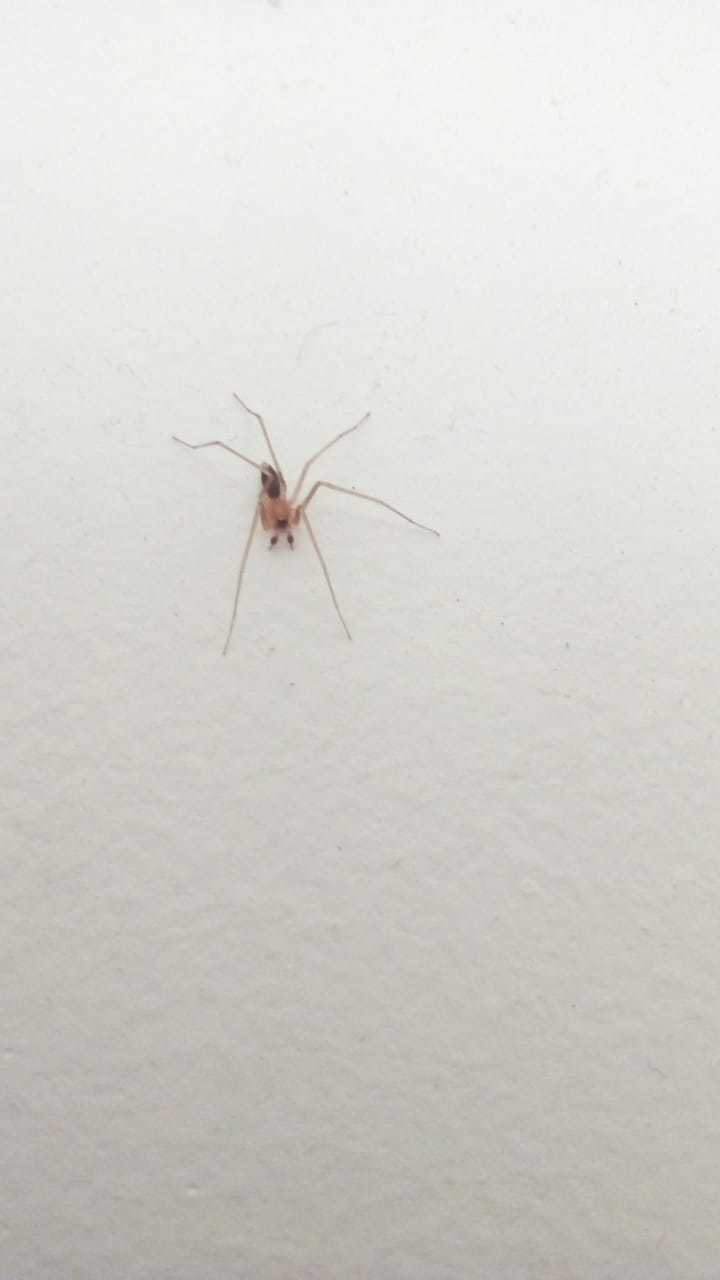
Cithaeron praedonius

Le mâle décrit par Platnick en 1991 mesure 3,49 mm et la femelle 5,38 mm.

## Systématique et taxinomie
Cette espèce a été décrite par O. Pickard-Cambridge en 1872.
Tephlea agelenoides a été placée en synonymie par Simon en 1893.
Tephlea limbata, Tephlea semilimbata et Cythaeron pallidus ont été placées en synonymie par Platnick en 1991.

## Publication originale
- O. Pickard-Cambridge, 1872 : « General list of the spiders of Palestine and Syria, with descriptions of numerous new species, and characters of two new genera. » Proceedings of the Zoological Society of London, vol. 1872, p. 212-354 (texte intégral).